# 久野正人
久野 正人（くの まさと、1980年11月12日 - ）は、日本の俳優。
愛知県出身。寿司職人の顔も持つ俳優。株式会社舞夢プロ所属。劇団ブラックロックに所属し活動。

## 出演

### テレビ・ドラマ
- 「メイドインジャパン」（NHK　2012年）

### CM
- 「CANON　ハンディカム」（2008年）
- 「キリンビール〜熱唱〜篇」（2008年）
- 「ダイハツ　ムーヴカスタム」 （2008年）
- 「ハウスメイト」（2009年）
- 「JPS製薬」（2009年）
- 「三井住友海上」（2009年）
- 「大塚ビバレジ」（2009年）
- 「ケイオプティコム」（2010年）
- 「アデランス　HAIRCLUB〜乗り換えキャンペーン」（2010年）
- 「NTT東日本　〜ふたりの365日〜篇」（2010年）
- 「オデッセイ　コミュニケーション」（2010年）
- 「佐川急便　Fit Your Business」（2010年）
- 「総務省統計局　国勢調査〜外国人のあなたも〜篇」（2010年）
- 「サントリー　トリスハイボール〜いろんな所で〜篇」（2010年）
- 「洋服の青山」（2010年）
- 「ぐるなび」（2010年）
- 「ZOZO TOWN」（2010年）
- 「JCBカード」 （2010年）
- 「吉野家　アニキ部長〜春のセール〜篇」（2011年）
- 「ダイワハウス」（2012年）
- 「ほけんの窓口〜もこみち薬丸夫婦相談〜編（2012年）
- 「メンセデス・ベンツ　smart〜open your mind.」（2012年）
- 「富士急ハイランド」（2012年）
- 「リクナビNEXT」（2013年）
- au「のりかえキャンペーン」
- 東芝「LED」

### 舞台
- ブラックロック津久井公演「アラクモノ〜守り続けた友と共に〜」（2011年11月、津久井湖城山公園） - 小山田信茂 役
- ブラックロックやまびこ公演「あっぱれ！篭城大作戦！〜津久井の城いまだ落ず〜」（2012年10月）
- ブラックロック津久井公演「アラクモノ〜守り続けた友と共に2012〜」（2012年11月、津久井城城山公園）
- ブラックロックプロデュース虹公演カラフル〜春が待ち続けた鬼〜」（2013年10月、座高円寺）
- ブラックロック津久井公演「津久井衆〜受け継がれし意志〜」（2013年11月、津久井城城山公園）

### その他
- ASIAN KUNG-FU GENERATION『藤沢ルーザー』（PV）